# Café Laumer

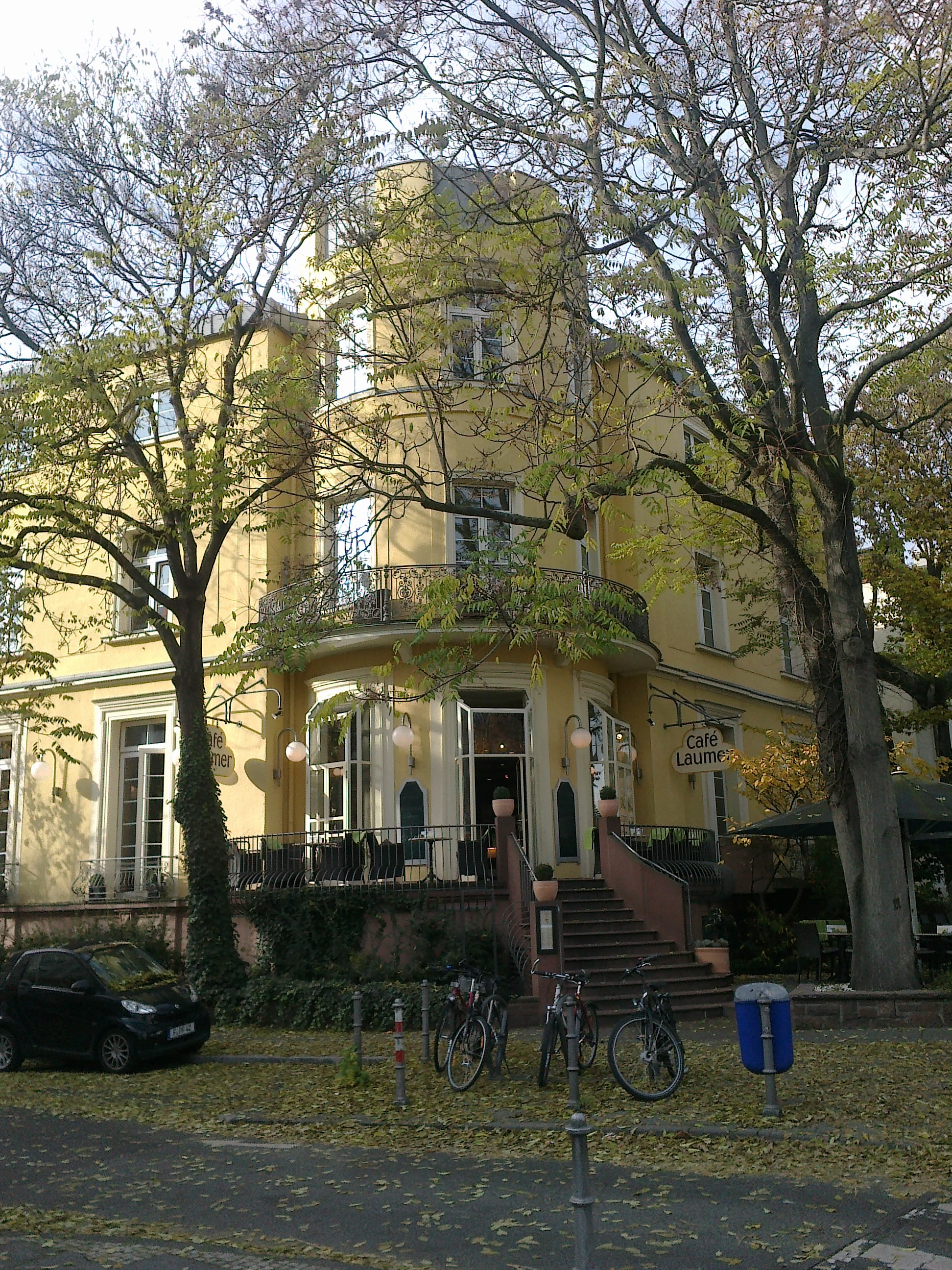
Café Laumer (2011)

Das Café Laumer ist ein Café im Frankfurter Westend. Es wurde 1919 gegründet – es findet sich auch die Angabe 1925 – und gilt in der Stadt als Institution und Traditionscafé.

## Geschichte
Gegründet wurde das Café 1919, nach einer anderen Quelle erst 1925. Ursprünglich im Eckhaus Eschersheimer Landstraße 44/Fichardstraße gelegen, kaufte Laumer 1925 das Haus in der Bockenheimer Landstraße 67 und baute es zu seinem Hauptgeschäft um. Dort befindet es sich noch heute. Eigentümer des Hauses ist seit den 1970er Jahren die Stadt Frankfurt am Main. Leser der Wochenzeitschrift Die Weltbühne trafen sich im Laumer seit 1929.
Auch eine informell als das „Kränzchen“ bezeichnete Gruppe von linken Intellektuellen der Frankfurter Universität traf sich hier regelmäßig in den zwanziger Jahren. Zu den „tonangebenden Figuren“ gehörten Kurt Riezler, sowie Paul Tillich, Max Horkheimer, Karl Mannheim und Theodor W. Adorno.
Das Café war im Zusammenhang mit dem Attentat vom 20. Juli 1944 insoweit von Bedeutung, als sich die studentische Widerstandsgruppe Lupus um den damaligen Wehrmachtsoffizier und Jurastudenten Adalbert Fahrenholz auch in diesem Lokal traf, um die Verschwörung gegen Hitler von Frankfurt aus zu unterstützen.
In den 1950er Jahren war auch der spätere Bundeskanzler Helmut Kohl während seines Studiums Gast in diesem Café.
In den 1950er und 1960er Jahren diente das Café als Treffpunkt bedeutender Vertreter der Frankfurter Schule, Theodor W. Adorno war Stammgast, auch Herbert Marcuse, Max Horkheimer und Kurt Riezler waren Besucher. In dieser Zeit war das Laumer auch als „Café Marx“ bekannt.
Bei den Ereignissen um die 68er-Bewegung kam es im und um das Café zu tumultartigen Szenen. So wurde versucht, das Café zu stürmen, auch wurden Tortenstücke gegen das Café geworfen. An diesen Aktionen beteiligt waren Personen wie Rainer Langhans, Fritz Teufel, möglicherweise auch der gelegentliche Gast und spätere Außenminister Joschka Fischer.
Zur Zeit der jährlichen Frankfurter Buchmesse in den 1980er und 1990er Jahren war das Café vorübergehendes „Hauptquartier“ des Rowohlt Verlages und wurde während der Zeit der Buchmesse auch mit „Café Rowohlt“ bezeichnet.

## Insolvenz und Fortführung
Nach dem Tod des langjährigen Inhabers Michael Rimbach offenbarte sich dessen Überschuldung, die dazu führte, dass sein Sohn Andreas das Erbe ausschlug. Daraufhin musste im Dezember 2010 ein Insolvenzantrag gestellt werden. Unter Beteiligung des Grundstückseigentümers kam es im März 2011 zu einer Einigung mit neuen Investoren, so dass das Café weiter bestehen konnte.
Das Laumer ist heute sowohl Café als auch Konditorei und Restaurant. Betrieben wurde es zunächst von der Grand Café GmbH, welche ebenfalls in Insolvenz fiel.
Am 1. Februar 2012 wurde das Café Laumer von der Bad Sodener Café Merci GmbH übernommen, die heute unter Café Laumer GmbH firmiert.